# Свіжий струмінь повітря (гірництво)

Свіжий струмінь повітря на схемах вентиляції шахт: а — центральна, б — флангова, в — дільнична. Свіжий струмінь спрямовано від поверхні до вибою.

Свіжий струмінь повітря — потік повітря у шахтах і кар'єрах, склад якого неістотно відрізняється від чистого повітря. Свіжий струмінь повітря використовується для вентиляції вибоїв, гірничих виробок, зокрема камер тощо. Як правило, рухається від поверхні до вибоїв.